# Konfluxsviten
Konfluxsviten är ett äventyr i fyra delar av Erik Granström till rollspelet Drakar och Demoner.

## Del 1:Svavelvinter, 1987
Svavelvinter, den första delen i Erik Granströms "Konfluxsvit", var en kampanjmodul med fyra deläventyr till Drakar och Demoner, publicerad 1987. Modulen beskriver den arktiska ön Marjura, befolkad av religiösa fritänkare, gruvarbetare samt i staden Arhem en liten garnison från Trakorien som kontrollerar den lönsamma svavelutvinningen.

### Handling
De fyra deläventyren är "Kmordadruidernas tempel", "Cruris gravar", "Kvicksilvergruvan" och "Järntornet". Tanken är att rollpersonerna ska anlända till Arhem, snappa upp rykten om vad som sker på Marjura och sedan ge sig ut på äventyr. De fyra deläventyren är relativt fristående scenarier som kan spelledas i valfri ordning. Äventyret är därigenom icke-linjärt vilket ställer andra krav på spelledaren än ett hårdare styrt äventyr.

### Romanen
Författaren Erik Granström gav i maj 2004 ut romanen Svavelvinter, baserad på kampanjmodulen.

### Rollspelet Svavelvinter
I juni 2012 gav förlaget Fria Ligan AB ut rollspelet Svavelvinter, baserat på Erik Granströms romansvit om den femte konfluxen.

## Del 2:Oraklets fyra ögon, 1990
Oraklets fyra ögon är ett äventyr till Drakar och Demoner och är fortsättningen på Svavelvinter.

### Handling
Munkarna på berget Ranz i Trakorien anser att en profetia som förutspår "den femte konfluxen" närmar sig sitt fullbordande. Några verser i profetian är avsedda för några utvalda som har besökt ön Marjura (läs: rollpersonerna) men samtidigt är en sekt av lönnmördare ute efter att mörda alla som lämnat ön de senaste åren. Rollpersonerna måste dels tolka tecknen och finna "oraklets fyra ögon" och dels undvika att bli mördade. Dessutom har Trakoriens underrättelsetjänst intresserat sig för de senaste årens märkliga händelser eftersom de utgör ett möjligt hot mot staten.

### Uppbyggnad
Liksom Svavelvinter är Oraklets fyra ögon konstruerat som en icke-linjär historia med fyra relativt fristående scenarier som kan spelledas i valfri ordning. För att kunna spelleda äventyret fullt ut behövs, förutom en spelargrupp, ytterligare två ensamma spelare som spelleder varsin viktig spelledarperson. Dessutom krävs tillgång till modulen Trakorien, som innehåller för äventyret viktiga beskrivningar av landet.

### Romanen
Författaren Erik Granström gav 2011 ut romanen Slaktare små, som till stor del är baserad på händelserna i Oraklets fyra ögon.

## Del 3:Kristalltjuren, 1992
Kristalltjuren är del nummer tre i Konfluxsviten och släpptes 1992.

## Del 4:Den femte konfluxen, 1994
Den femte konfluxen var det sista äventyret som gavs ut innan den nya versionen av Drakar och Demoner med kampanjvärlden Chronopia introducerades.

### Handling
Det är nu bara veckor kvar innan den femte konfluxen infaller. Något verkar emellertid vara fel: stjärnorna pekar inte ut en plats där konfluxen kommer att ha sitt fokus, utan två. Den ena punkten ligger i närheten av byn Clusta Noba på den arkiska ön Marjuras östra kust, medan den andra ligger i Trakoriska sjön, några mil utanför ön Stegos. Samtidigt som flera makter drar ihop sina truppstyrkor för att kunna besätta Clusta Noba och därigenom behärska konfluxen så måste rollpersonerna ta reda på varför konfluxpunkten delat sig i två och, innan konfluxen inträffar, försöka ena de två punkterna. I annat fall kommer världen att slitas sönder av krig.

### Uppbyggnad
Den femte konfluxen har en mycket komplicerad uppbyggnad: dels det egentliga äventyret där rollpersonerna måste finna de sista ledtrådarna till när, var och hur konfluxen inträffar och dels ett övergripande krigsspel där fyra konkurrerande makter manövrerar sina styrkor på och runt ön Marjura i hopp om att behärska konfluxpunkten i rätt ögonblick.
För att spelas fullt ut krävs två spelledare med varsin spelgrupp varav den ena med fyra spelare. Den ena, egentliga, spelgruppen spelar rollpersonerna medan den andra spelgruppen spelar några viktiga spelledarpersoner samt sköter det övergripande brädspelet.